# 少女S
『少女S』（しょうじょエス）は、SCANDALの3枚目のシングル。2009年6月17日にエピックレコードジャパンから発売された。

## 概要
前作『SAKURAグッバイ』から約3か月を置いてのシングルで、SCANDAL初のアニメ・タイアップ・シングルになっている。通常盤・初回生産限定盤A・Bの3形態でのリリース。
テレビ東京系アニメ『BLEACH』の10代目オープニングテーマ。初回生産限定盤Aには、BLEACH描き下ろしワイドキャップステッカーA、BLEACH描き下ろし透明ステッカーA、BLEACH描き下ろしスペシャルミニノートを、Bには、BLEACH描き下ろしワイドキャップステッカーB、BLEACH描き下ろし透明ステッカーB、BLEACH描き下ろしポスター（裏面にはSCANDALの絵柄）を封入。
「少女S」のPVは、品川庄司の品川ヒロシが監督を務めた。PVで使用した学校は「ドロップ」で登場した学校と同じものである。また品川がPVの監督を務めるのはこの作品が初であり、品川の友人であり芸人仲間でもある次長課長の河本準一が出演している。着うたでは5月13日から先行配信され、2日間でダウンロード数が10万件を超えた。この曲のイントロ・間奏・アウトロにスラップ奏法（チョッパー）を取り入れている。
2009年6月24日にTBSテレビ『あらびき団』において、オリジナルのPVに一部編集を加えた上でシルク、庄司智春と共演するPV「あらびき団ver.」が放送された。
タイトルの「少女S」とは、"少女S⇒Girls⇒少女たち"という意味の言葉遊びである。

## 収録曲

### 通常盤
1. 少女S
作詞：TOMOMI、作曲：田鹿祐一、編曲：イイジマケン
2. ナツネイロ
作詞：RINA・小林夏海、作曲：MASTERWORKS、編曲：西川進
3. FUTURE
作詞：RINA・小林夏海、作曲：浅見武男、編曲：西川進

### 初回生産限定盤A
1. 少女S
2. ナツネイロ
3. SO EASY
作詞：SCANDAL・小林夏海、作曲：mitsubaco、編曲：西川進・SCANDAL
4. 少女S (Instrumental)

### 初回生産限定盤B
1. 少女S
2. ナツネイロ
3. FUTURE
4. 少女S (Instrumental)